# Думбадзе Ніна Яківна
Ніна Яківна Думбадзе (груз. ნინო  დუმბაძე; нар. 23 січня 1919, Одеса — пом. 14 квітня 1983, Тбілісі) — українська та грузинська радянська легкоатлетка.
Заслужений майстер спорту СРСР (1943). Виступала за Одесу — спортивне товариство «Харчовик» (1936—1937) та Тбілісі — спортивне товариство «Динамо» (з 1938 року).
Чемпіонка Європи 1946, 1950 років, бронзова призерка Олімпійських ігор 1952 року в метанні диска. У 1946 році першою в світі метнула диск за 50 метрів (результат не був зареєстрований як світовий рекорд, адже СРСР ще не був членом IAAF , але визнається IAAF як перший в історії кидок далі 50 м); протягом більш ніж 20 років була неофіційною (1939—1948) і офіційною (1948—1960 з короткою перервою в 1952) рекордсменкою світу. 8-кратна чемпіонка СРСР (1939—1950); результату, з яким вона стала чемпіонкою СРСР 1948 роки (50,19 м), було б достатньо для завоювання золотої медалі Олімпійських ігор 1948 року, де перемогла Мішлін Остермайер (41,92 м).

## Життєпис
Батько, Яків Костянтинович, закінчивши Берлінський медичний інститут, працював у Одесі лікарем. Мати, баронеса Матільда фон Ікскюль, шведка за походженням. Яків та Матильда одружилися в Німеччині. У 1935 році Яків Думбадзе був репресований, отримавши 5 років таборів; після повернення він жив у Ніни в Тбілісі.
Ніна прийшла в спорт у 16 років, в 1935 році. До цього вона займалася балетом. Її результати в стрибках у висоту (1,40 м) і в довжину (4,80) для того часу були дуже хорошими, і у неї були передумови для відмінних результатів у багатоборстві. Але потім на змаганнях зі стрибків у довжину з місця вона отримала важку травму. Лікарі радили назавжди піти зі спорту, однак вона не змирилася і зайнялася метанням диска.
У метанні диска Ніна швидко домоглася успіхів: на самому початку сезону 1937 року вона показала результат 37 метрів, а наприкінці року тричі покращувала рекорд СРСР, довівши його до 45,78 м.
Після сезону 1937 року Ніна переїхала до Тбілісі. Там її тренером, а пізніше і чоловіком став Борис Дьячков (1902—1986). Згодом їх син Юрій Дьячков, який народився в 1940 році, став відомим десятиборцем, чемпіоном СРСР 1965 і 1966 років.)
У 1939 році Ніна Думбадзе першою з радянських спортсменок перевищила світовий рекорд в олімпійській дисципліні — 49,11 метра (офіційний рекорд — 48,31 метра — належав Гізелі Мауермаєр). У 1939—1950 роках вона виграла всі найважливіші змагання, в яких брала участь. У 1951 році вона хоча і поліпшила на початку сезону світовий рекорд (53,37 м), але програла чемпіонат СРСР Ніні Ромашковаій (49,78 метра проти 44,82 м у Думбадзе).
На Олімпійських іграх 1952 року Ніна Думбадзе посіла третє місце (46,29 м), не зумівши наблизитися до своїх кращих результатів. Її випередили Ніна Ромашкова (51,42 м) і Єлизавета Багрянцева (47,08 м). У жовтні Думбадзе повернула собі світовий рекорд, перевищивши встановлений незадовго до цього Ромашковою відразу на 2,43 м. Цей рекорд (57,04 м) протримався до 1960 року, коли був побитий Тамарою Пресс.
Результати Ніни Думбадзе входили до десятки найкращих результатів світу протягом 20 років (1937—1956, крім 1941), 13 разів вона була лідером світового сезону (1937, 1939, 1943—1952, 1954).
Ніну Думбадзе називають в числі трьох жінок, що стали моделями для фігури «Батьківщини-матері» на Мамаєвому кургані .

## Спортивні досягнення
|       | Метання диску | Метання диску |
| Місце | Результат     |               |
| ----- | ------------- | ------------- |
| 1953  | 3-тє місце    | 46,29 м       |

|       | Кидання диску | Кидання диску |
| Місце | результат     |               |
| ----- | ------------- | ------------- |
| 1946  | чемпіонка     | 44,52 м       |
| 1950  | чемпіонка     | 48,03 м       |

|       | Кидання диску | Кидання диску |
| Місце | результат     |               |
| ----- | ------------- | ------------- |
| 1951  | чемпіонка     | 51,24 м       |

|       | Кидання диску | Кидання диску |
| Місце | результат     |               |
| ----- | ------------- | ------------- |
| 1939  | чемпіонка     | 46,83 м       |
| 1940  |               |               |
| 1943  | чемпіонка     | 48,77 м       |
| 1944  | чемпіонка     | 49,88 м       |
| 1945  |               |               |
| 1946  | чемпіонка     | 46,63 м       |
| 1947  | чемпіонка     | 44,48 м       |
| 1 948 | чемпіонка     | 50,19 м       |
| 1949  | чемпіонка     | 52,27 м       |
| 1950  | чемпіонка     | 51,02 м       |
| 1951  | 3-тє місце    | 44,82 м       |
| 1952  | 2-е місце     | 51,36 м       |
| 1953  | 3-тє місце    | 46,70 м       |
| 1954  | 2-е місце     | 48,19 м       |
| 1955  | 2-е місце     | 53,52 м       |

Рекорди СРСР
```
 метання диска 42,13 12.09.1937 
Москва

                   44,51 14.09.1937 
Київ

                   45,78 7.10.1937 
Єреван

                   47,33 15.10.1938 
Баку

                   49,11 
вище РС
 18.09.1939 
Москва

                   49,54 
вище РС
 29.10.1939 
Тбілісі

                   49,88 
вище РС
 14.08.1944 
Москва

                   50,50 
вище РС
 29.08.1946 
Сарпсборг
 (Норвегія) 
Перша в історії - краще 50 м.

                   53,25 
РС
 8.08.1948 
Москва

                   53,37 
РС
 27.05.1951 
Горі

                   57,04 
РС
 18.10.1952 
Тбілісі
```

## Нагороди
- Орден Трудового Червоного Прапора
- Орден «Знак Пошани»
- медалі

### Спортивні результати
- Лёгкая атлетика. Справочник / Составитель Р. В. Орлов. — М.: «Физкультура и спорт», 1983. — 392 с.
- Нина Думбадзе — олімпійська статистика на сайті Sports-Reference.com (англ.) (архівна версія)
- Нина Думбадзе — статистика на сайте Track and Field Statistics